# Городківська сільська рада (Андрушівський район)
Городківська сільська рада (до 1946 року — Халаїмгородоцька сільська рада) — колишня адміністративно-територіальна одиниця та орган місцевого самоврядування у Білопільському, Вчорайшенському, Ружинському, Бердичівському і Андрушівському районах Бердичівської округи, Київської й Житомирської областей Української РСР та України з адміністративним центром у с. Городківка.

## Населені пункти
Сільській раді були підпорядковані населені пункти:
- с. Городківка

## Населення
Відповідно до перепису населення СРСР, станом на 17 грудня 1926 року, чисельність населення ради становила 3 148 осіб, з них, за статтю: чоловіків — 1 504, жінок — 1 644; етнічний склад: українців — 2 742, росіян — 4, євреїв — 31, поляків — 360, інші — 11. Кількість господарств — 734, з них, несільського типу — 98.
Відповідно до результатів перепису населення СРСР, кількість населення ради, станом на 12 січня 1989 року, становила 1 369 осіб.
Станом на 5 грудня 2001 року, відповідно до перепису населення України, кількість мешканців сільської ради становила 1 095 осіб.

## Склад ради
Рада складалася з 16 депутатів та голови.

### Керівний склад сільської ради
| ПІБ                     | Основні відомості                                                                      | Дата обрання | Дата звільнення |
| ----------------------- | -------------------------------------------------------------------------------------- | ------------ | --------------- |
| Кебал Василь Васильович | Сільський голова , 1955 року народження, освіта, член народної партії                  | 26.03.2006   | 31.10.2010      |
| Кебал Василь Васильович | Сільський голова , 1955 року народження, освіта вища, член Української Народної Партії | 31.10.2010   |                 |

Примітка: таблиця складена за даними джерела

## Історія
Створена 1923 року, з назвою Халаїмгородоцька, в с. Халаїмгородок Білопільської волості Бердичівського повіту Київської губернії. Станом на 17 грудня 1926 року в підпорядкуванні ради перебувають хутори Братерська пасіка, Отруб та лісова сторожка Чорний Ліс. Станом на 1 жовтня 1941 року хутори Братерська пасіка та Отруб не перебувають на обліку населених пунктів.
7 червня 1946 року, відповідно до указу Президії Верховної ради УРСР «Про збереження історичних найменувань та уточнення і впорядкування існуючих назв сільрад і населених пунктів Житомирської області», сільську раду було перейменовано на Городківську через перейменування її адміністративного центру на Городківка.
Станом на 1 вересня 1946 року сільська рада входила до складу Вчорайшенського району Житомирської області, на обліку в раді перебувало с. Городківка, ліс. сторожка Чорний Ліс не перебуває на обліку населених пунктів.
Станом на 1 січня 1972 року сільська рада входила до складу Андрушівського району Житомирської області, на обліку в раді перебувало с. Городківка.
Виключена з облікових даних 17 липня 2020 року, відповідно до рішення Верховної Ради України № 807-ІХ. Територію та населені пункти ради, відповідно до розпорядження Кабінету Міністрів України № 711-р від 12 червня 2020 року «Про визначення адміністративних центрів та затвердження територій територіальних громад Житомирської області», включено до складу Андрушівської міської територіальної громади Бердичівського району Житомирської області.
Входила до складу Білопільського (7.03.1923 р.), Вчорайшенського (17.06.1925 р., 13.02.1935 р.), Ружинського (5.02.1931 р.), Андрушівського (28.10.1957 р., 4.01.1965 р.) та Бердичівського (30.12.1962 р.) районів.